# Бармасаи, Бернард
Бернард Бармасаи — кенийский бегун на средние и длинные дистанции. Экс-рекордсмен мира в беге на 3000 метров с препятствиями. Двукратный бронзовый призёр чемпионатов мира в 1997 и 2001 годах на дистанции 3000 метров с/п. На чемпионате мира по кроссу 1997 года занял 6-е место в личном первенстве и 1-е место в командном зачёте. Победитель чемпионата Африки 1998 года. На Олимпийских играх 2000 года занял 4-е место в беге на 3000 метров с/п.
В 2004 году дебютировал на марафонской дистанции. На Роттердамском марафоне 2004 года занял 15-е место. Бронзовый призёр Парижского марафона 2006 года с результатом 2:08.52. В 2006 году занял 2-е место на Амстердамском марафоне.